# Pascale Küffer
Pascale Küffer (* 13. November 1992 in Ins, Kanton Bern) ist eine Schweizer Fussballspielerin.

## Karriere
Küffer startete ihre Karriere 2004 mit dem FC Frick. In Frick spielte sie nur ein Jahr und wechselte dann in das Jugendinternat des FC Aarau. Sie durchlief drei Jahre die D-Jugend bis B-Jugend des FC Aarau und schloss sich 2008 dem FC Schlieren an. Bei Schlieren reifte sie zur Juniorennationalspielerin und wurde in der Saison 2009/10 zum FC Zürich transferiert. In Zürich kam sie nicht zurecht und kehrte daher nach einer Saison im Juni 2010 zum FC Schlieren zurück. In Schlieren gab sie in der Saison 2010/11 ihr Seniorendebüt und reifte zur A-Nationalspielerin. Dies brachte ihr am 9. Juli 2012 einen Vertrag beim deutschen Bundesliga-Aufsteiger VfL Sindelfingen ein. In Sindelfingen verletzte sie sich gleich im ersten Training schwer und kam bis zum Dezember 2012 zu keinem Einsatz. Aus diesem Grund wurde ihr Vertrag am 14. Januar 2013 aufgelöst, und sie wechselte zurück in die Schweiz zum Grasshopper Club Zürich.

### International
Küffer gab am 26. Mai 2012 ihr A-Länderspieldebüt für die Schweiz gegen die irische Nationalmannschaft. Zuvor kam sie in zwei Spielen für die U-17 und in 16 Länderspielen für die U-19 der Schweizer Fussballnationalmannschaft der Frauen zum Einsatz. Im Juni 2012 nahm sie, zum zweiten Mal nach 2010, in Deutschland für die Schweiz an einer U-20-Fussball-Weltmeisterschaft der Frauen teil.